# تحلیل شکست
تحلیل شکست فرایند جمع‌آوری و تجزیه و تحلیل داده‌ها برای تعیین علت شکست است، غالباً با هدف تعیین اقداماتی جهت اصلاح یا پیشگیری. طبق گفته‌های بلوچ و گیتنر، شکست ماشین آلات زنجیره ای از علت و معلول‌ها را نشان می‌دهد … معمولاً نقصی که به آن نشانه یا دلیل گفته می‌شود … ". تجزیه و تحلیل شکست اگر به درستی انجام شود و به آنها عمل شود، می‌تواند موجب صرفه جویی در پول، منابع و نجات جان‌ها شود. این یک رشته مهم در بسیاری از شاخه‌های صنعت تولید است، از جمله صنعت الکترونیک، جایی که ابزاری حیاتی در توسعه محصولات جدید و بهبود محصولات موجود است و مورد استفاده قرار می‌گیرد. فرایند تجزیه و تحلیل شکست تکیه بر جمع‌آوری اجزای تخریب شده برای بررسی علت یا علل شکست دارد و برای این کار از طیف گسترده‌ای از روشها، به ویژه میکروسکوپ و طیف‌سنجی بهره می‌گیرد. آزمون‌های غیرمخرب (NDT) (مانند سی‌تی اسکن صنعتی) بسیار ارزشمند هستند زیرا اجزای شکسته شده حین تجزیه و تحلیل آسیب نمی‌بینند، بنابراین بررسی گاهی اوقات با استفاده از این روش‌ها شروع می‌شود.

## تحقیقات قانونی
تحقیقات قانونی در مورد فرایند یا محصول شکست خورده نقطه شروع تجزیه و تحلیل شکست است. چنین تحقیقی با استفاده از روش‌های علمی تحلیلی مانند اندازه‌گیری‌های الکتریکی و مکانیکی یا با تجزیه و تحلیل داده‌های شکست مانند گزارش‌های رد محصول یا نمونه‌هایی از شکست‌های قبلی مشابه انجام می‌شود. روشهای مهندسی حقوقی به ویژه در شناسایی نقایص و عیوب محصول بسیار ارزشمند هستند. به عنوان مثال ممکن است ترک‌های خستگی، ترک‌های ترد ناشی از خوردگی تنشی یا ترک ناشی از فشار محیط را شامل شود. گفته‌های شاهدان برای بازسازی ترتیب احتمالی اتفاقات و از این رو پی بردن به زنجیره علت و معلول‌ها می‌تواند ارزشمند باشد. عوامل انسانی نیز می‌توانند هنگام تعیین علت شکست در نظر گرفته شوند. چندین روش مفید برای جلوگیری از شکست محصول در وهله اول وجود دارد، از جمله آنالیز حالت و اثرات شکست (FMEA) و آنالیز درخت عیب (FTA)، روش‌هایی که می‌توان در حین پیشنمونه سازی برای تحلیل شکست‌ها قبل از فروش محصول استفاده کرد.
چندین روش مورد استفاده در تجزیه و تحلیل شکست در تجزیه و تحلیل (NFF) نیز استفاده می‌شود که اصطلاحی است در زمینه تعمیر و نگهداری که برای توصیف وضعیتی استفاده می‌شود که در آن در ارزیابی اولیه توسظ تکنیسین، حالت شکست گزارش نشده و بنابراین نقص احتمالی برطرف نمی‌شود.
NFF را می‌توان نه تنها به اکسیداسیون، اتصالات ناقص اجزای الکتریکی، اتصال کوتاه‌های موقت یا بازبودن مدارها، اشکالات نرم‌افزاری، عوامل مزاحم محیطی موقتی، نسبت داد بلکه به خطای اپراتور نیز می‌توان مرتبط کرد. تعداد زیادی دستگاه که در اولین مرحله عیب‌یابی به عنوان NFF گزارش می‌شوند، اغلب با همان نشانه‌های NFF یا یک حالت دائمی از شکست به آزمایشگاه تجزیه و تحلیل شکست بازمی‌گردند.
اصطلاح تحلیل شکست همچنین در زمینه‌های دیگر مانند مدیریت و استراتژی نظامی نیز کاربرد دارد.

## مهندسین تحلیل شکست
یک مهندس تحلیل شکست اغلب نقش اصلی را در تجزیه و تحلیل شکست‌ها دارد، چه یک قطعه و محصول در حین کار تخریب شود یا اینکه در کارخانه و در طی فرایند تولید شکست رخ داده باشد. در هر صورت، فرد باید علت شکست را تعیین کند تا از تکرار آن در آینده جلوگیری کند یا عملکرد دستگاه یا ساختار را بهبود ببخشد. محول کردن این کار به مهندسین سازه و مهندسان مکانیک بسیار متداول است. متخصصین در رشته‌های خاص تر نیز می‌توانند این کار را بر عهده بگیرند مانند مهندس‌های مواد. تخصص در متالورژی و شیمی همیشه در کنار دانستن خواص و مقاومت مصالخ مفید است. شخصی را می‌توان به دلایل مختلف استخدام کرد، خواه برای پیشگیری بیشتر یا مشکلات احتمالی باشد. حقوق متوسط یک مهندس تحلیل شکست، مهندسی با تجربه در این زمینه ۸۱٬۶۴۷ دلار است. یک مهندس تحلیل شکست باید توانایی برقراری ارتباط و همکاری با دیگران داشته باشد. معمولاً شخصی که استخدام شده‌است، دارای لیسانس مهندسی است اما گواهینامه‌هایی نیز وجود دارد که می‌توان آنها را دریافت کرد.

## روش‌های تحلیل
تحلیل شکست بسیاری از محصولات مختلف شامل استفاده از ابزارها و تکنیک‌های زیر است:

### میکروسکوپ
- میکروسکوپ نوری
- میکروسکوپ اسکن آکوستیک (SAM)
- میکروسکوپ الکترونی روبشی (SEM)
- میکروسکوپ نیروی اتمی (AFM)
- استریومیکروسکوپ
- میکروسکوپ الکترونی (PEM)
- میکروسکوپ اشعه ایکس
- میکروسکوپ فروسرخ
- اسکن میکروسکوپ SQUID
- میکروسکوپ USB

### آماده‌سازی نمونه
- جت اچر(jet-etcher)
- اچر پلاسما
- متالوگرافی
- ابزارهای نازک کننده سطح
  - نازک شدن مکانیکی سطح
  - اچ کردن لیزری شیمیایی سطح

### تحلیل طیف‌سنجی
- طیف‌سنجی پالس خط انتقال (TLPS)
- طیف بینی الکترونی اوژه
- طیف‌سنجی گذرا در سطح عمیق (DLTS)

### اصلاح دستگاه
- اچینگ با پرتوی یونی متمرکز (FIB)

### تحلیل سطح

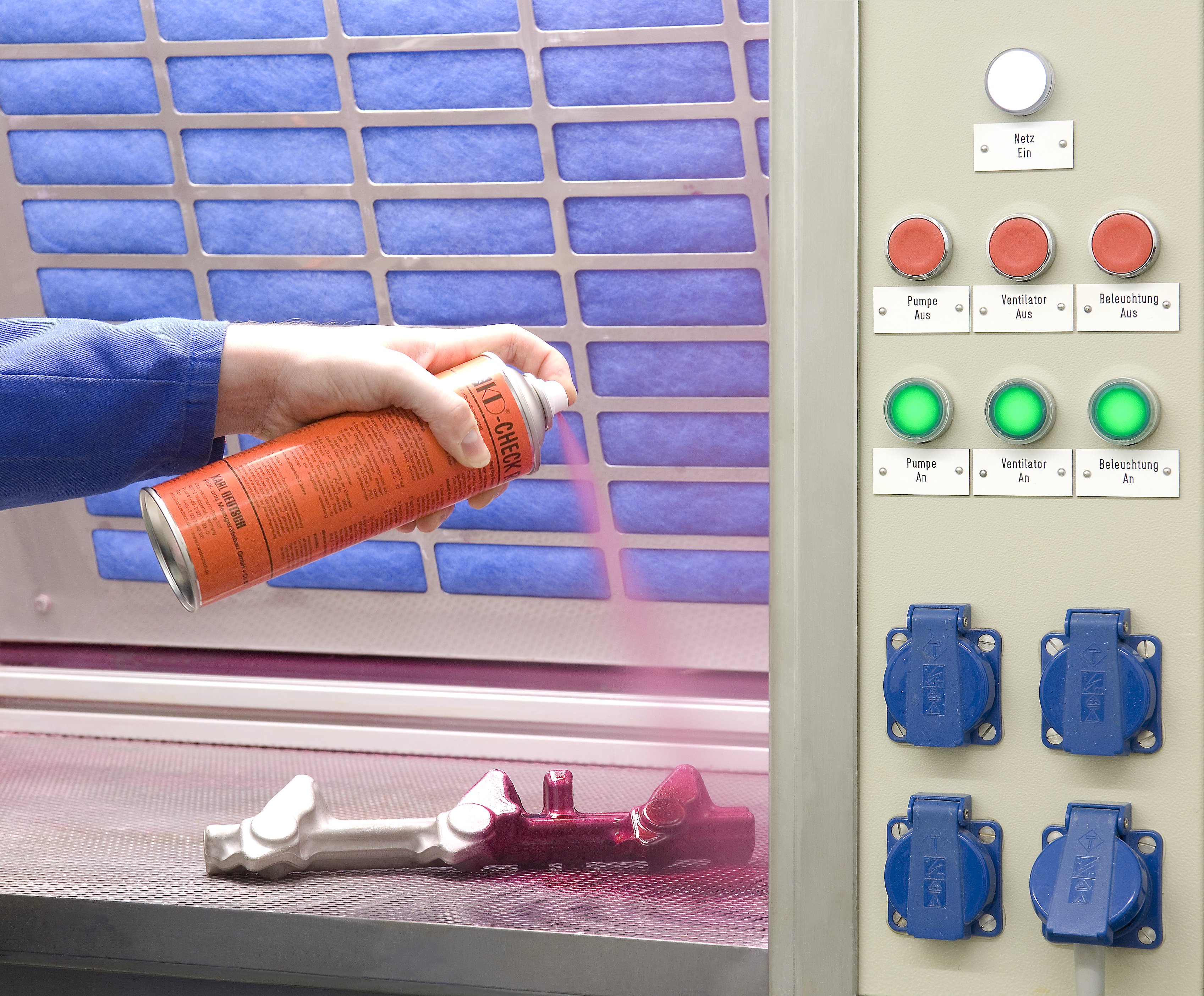
اعمال مایع نافذ به قطعه‌ای در محفظه دارای تهویه.

- آزمون مایعات نافذ
- سایر ابزارهای تحلیل سطح

### میکروسکوپی الکترونی
- میکروسکوپ الکترونی روبشی (SEM)
  - جریان القایی پرتو الکترونی (EBIC) در SEM
  - تغییر ولتاژ ناشی از شارژ (CIVA) در SEM
  - کنتراست ولتاژ در SEM
  - پراش انعکاس الکترون (EBSD) در SEM
  - طیف‌سنجی پراش انرژی پرتوی ایکس (EDS) در SEM
- میکروسکوپ الکترونی عبوری (TEM)
- میکروسکوپ الکترونی روبشی رایانه ای (CCSEM)

### میکروسکوپی تزریق سیگنال لیزری (LSIM)
- تحریک حامل عکس
  - استاتیک
    - جریان ناشی از پرتوی نوری (OBIC)
    - تغییر ولتاژ ناشی از نور (LIVA)

  - دینامیک
    - تغییر دستگاه با کمک لیزر (LADA)
- تحریک لیزر حرارتی (TLS)
  - استاتیک
    - تغییر مقاومت ناشی از پرتوی نوری (OBIRCH)
    - تغییر ولتاژ ناشی از گرما (TIVA)
    - تغییر ولتاژ ناشی از عوامل خارجی (XIVA)
    - تصویربرداری از اثر سیبک(seebeck)

  - دینامیک
    - محلی سازی عیوب نرم (SDL)

### تحقیق نیمه هادی
- ایستگاه تحقیق مکانیکی
- کاوشگر پرتو الکترونی
- کاوشگر ولتاژ لیزری
- کاوشگر پرتوی فوتون تابع زمان (TRPE)
- کاوش نانو

### تکنیک‌های محل عیب بر پایه نرم‌افزار
- ناوبری CAD
- تولید الگوی تست خودکار (ATPG)

## مطالعات موردی

### شکست دو میله ناشی از تنش برشی در پل خلیج

#### افراد حاضر در پرونده
آقای براهیمی مشاور شرکت American Bridge Fluor است و دارای مدرک کارشناسی ارشد مهندسی مواد است.
آقای آگیلار رئیس شعبه آزمایشگاه مواد ساختاری کالتران با ۳۰ سال سابقه به عنوان مهندس است.
آقای کریستینسن که با ۳۲ سال تجربه در زمینه متالورژی و تحلیل شکست مشاور کالترانس است.

#### مراحل
مشاهده بصری که یک آزمایش غیر مخرب است. این آزمایش نشانه ای از ترد بودن بدون تغییر شکل دائمی پلاستیک قبل از شکستن آن نشان داد. ترک‌هایی که نقطه شکست نهایی میله‌های کلیدی بودند نشان داده شد. مهندسان مشکوک بودند که هیدروژن در ایجاد ترکها مؤثر بوده‌است.
میکروسکوپی الکترونی روبشی که اسکن سطوح ترک خورده تحت بزرگنمایی زیاد است تا درک بهتری از شکست بوجود آید. شکستگی کامل بعد از این اتفاق می‌افتد که ترک به اندازه بحرانی رسید و میله نتوانست تحت فشار باقی بماند.
آزمون میکرو سازه ای که در آن مقاطع مورد بررسی قرار گرفت تا اطلاعات بیشتری در مورد اتصالات درونی فلز بدست آید.
تست سختی با استفاده از دو استراتژی، سختی راکول و سختی نوپ که نشان می‌دهد که عملیات حرارتی به درستی انجام نشده‌است.
تست کشش به مهندس می‌گوید استحکام تسلیم، استحکام کششی و افزایش طول برای عبور از شرایط کافی است. چندین قطعه توسط شرکت Anamet گرفته و تست شد.
تست ضربه چارپی، چقرمگی فولاد را با گرفتن نمونه‌های مختلف میله نشان داده که توسط شرکت Anamet تست شده‌است.
آنالیز شیمیایی آزمایش نهایی بود که توسط شرکت Anamet نیز انجام شد و نشان داد آن فولاد شرایط مورد نیاز را برآورده کرد.

#### نتیجه‌گیری از مطالعه پرونده
میله‌ها از ترد شدن ناشی از هیدروژن که به دلیل تنش کششی بالا و هیدروژن موجود در ماده مستعد بودند، دچار شکست شدند. میله‌ها به دلیل نداشتن مقاومت کافی دچار شکست نشدند. در حالی که آنها الزامات مقاومت را برآورده می‌کردند، ساختار ناهمگن بود که باعث ایجاد مقاومت‌های متفاوت و چقرمگی پایین شد.
این مطالعه تنها چند روش از تعداد زیادی روش برای تحلیل شکست نشان می‌دهد. همیشه با یک شکل مشاهده غیر مخرب شروع می‌شود. سپس تکه‌های مواد از قطعه اصلی گرفته می‌شوند که در مشاهدات مختلف مورد استفاده قرار می‌گیرند. سپس آزمایش مخرب برای یافتن چقرمگی و ویژگی‌های قطعه انجام می‌شود تا مشخص شود دقیقاً چه اشتباهی رخ داده‌است.

### عدم موفقیت تحلیل شکست
فرریختن آزادراه نیمیتز اوکلند پلی بود که در حین زلزله سقوط کرد با اینکه برنامه مقاومسازی پل انجام شده بود. از مهندسین مختلف در مورد وضعیت بوجود آمده نظر خواسته شد. در حالی که برخی برنامه یا بخشی را مقصر نمی‌دانند، مانند جیمز راجرز که گفت که زمین لرزه می‌تواند «شانس خوبی داشته باشد که با امبارکادرو همان کاری را بکند که نیمیتز انجام داد». در حالی که برخی گفتند که می‌توانست پیشگیری بیشتری انجام شود. دکتر کریستلی می‌گوید: "هیچکدام از پروژه‌ها برای تقویت معابر مشکلات ضعف در اتصالات پل‌ها را گزارش نکرده بودند …". برخی از کارشناسان موافق بودند که می‌شد کارهای بیشتری برای جلوگیری از این فاجعه انجام داد. این برنامه برای "جدی تر کردن شکست" در معرض خطر است.

### از دید یک مهندس طراحی
یک محصول باید حتی در سخت‌ترین سناریوها قادر به کار باشد. این امر در مورد محصولاتی که برای ساختهای گران‌قیمت مانند ساختمانها یا هواپیماها ساخته می‌شوند بسیار مهم است. در صورت شکست این قطعات، می‌توانند آسیب جدی یا مشکلات ایمنی ایجاد کنند. محصولی شروع به طراحی می‌شود برای به حداقل رساندن خطرات مرتبط با بدترین حالت ممکن. دانستن بدترین حالت نیاز به درک کاملی از محصول، بارگیری آن و محیط خدمات آن دارد. قبل از ورود به خدمت محصول، یک نمونه اولیه اغلب تحت تست آزمایشگاهی قرار می‌گیرد که ثابت کند کالا در برابر بدترین حالت نیز همان‌طور که انتظار می‌رفت عمل می‌کند. " برخی از آزمایش‌هایی که امروزه در موتورهای جت انجام شده‌است، بسیار جدی بررسی می‌کنند که آیا موتور قادر به تحمل موارد زیر است:
- مواجهه با سنگریزه، گرد و غبار، شن و ماسه و غیره.[۷]
- مواجهه با تگرگ، برف، یخ و غیره؛
- مواجهه با مقدار زیادی آب

این آزمایش‌ها باید سخت‌تر از آنچه محصول در استفاده تجربه خواهد کرد باشد. موتورها به حداکثر توان رانده می‌شوند تا اطمینان حاصل شود که محصول بدون توجه به شرایط، همان‌طور که باید کار کند عملکرد خواهد کرد. تحلیل شکست هر دو طرف در مورد جلوگیری از آسیب و حفظ ایمنی است.

## بیشتر خواندن
- مارتین، پری ل. کتابچه راهنمای تجزیه و تحلیل نقص الکترونیکی، McGraw-Hill Professional؛ چاپ اول (۲۸ فوریه ۱۹۹۹) شابک ‎۹۷۸-۰-۰۷-۰۴۱۰۴۴-۲.
- تحلیل خرابی میکروالکترونیک، ASM International؛ چاپ پنجم (۲۰۰۴) شابک ‎۹۷۸-۰-۸۷۱۷۰-۸۰۴-۵
- Lukowsky, D. ، تجزیه و تحلیل عدم موفقیت چوب و محصولات مبتنی بر چوب، آموزش مک گرا هیل. چاپ اول (۲۰۱۵) شابک ‎۹۷۸-۰-۰۷-۱۸۳۹۳۷-۲.